# Torna con me
Torna con me (Let's Dance) è un film del 1950 diretto da Norman Z. McLeod.
È un musical commedia statunitense con Fred Astaire e Betty Hutton.

## Trama
Kitty McNeil, una vedova di guerra, torna a lavorare con il suo ex partner di ballo, ma la sua nuora aristocratica è inorridita dal fatto che suo nipote, il figlio di Kitty, venga esposto allo show business e porta avanti misure legali per ottenerne la custodia.

## Produzione
Il film, diretto da Norman Z. McLeod su una sceneggiatura di Allan Scott e, per alcuni dialoghi addizionali, di Dane Lussier con il soggetto di Maurice Zolotow, fu prodotto da Robert Fellows per la Paramount Pictures e girato nei Paramount Studios a Hollywood in California. Il titolo di lavorazione fu Little Boy Blue.

## Colonna sonora
- Can't Stop Talking About Him - scritta da Frank Loesser, cantata da Betty Hutton e Fred Astaire
- Piano Dance - musica di Tommy Chambers, Van Cleave e Fred Astaire, cantata da Fred Astaire
- Jack and the Beanstalk - scritta da Frank Loesser, cantata da Fred Astaire
- Oh Them Dudes - scritta da Frank Loesser, cantata da Betty Hutton e Fred Astaire
- Why Fight the Feeling - scritta da Frank Loesser, cantata da Betty Hutton
- The Hyacinth - scritta da Frank Loesser, cantata da Lucile Watson e Fred Astaire
- Tunnel of Love - scritta da Frank Loesser, cantata da Betty Hutton e Fred Astaire

## Distribuzione
Il film fu distribuito con il titolo Let's Dance negli Stati Uniti dal 29 novembre 1950 al cinema dalla Paramount Pictures.
Altre distribuzioni:
- in Argentina il 12 dicembre 1950 (Vamos a bailar)
- in Svezia il 29 gennaio 1951 (I dansens virvlar)
- in Finlandia il 18 maggio 1951 (Tanssin pyörteissä)
- in Danimarca il 14 giugno 1951 (Så danser vi)
- in Francia il 5 ottobre 1951 (Maman est à la page)
- in Portogallo il 29 agosto 1952 (Nasci Para Bailar)
- in Germania Ovest il 23 febbraio 1984 (Tanz ist unser Leben, in TV)
- in Brasile (Nasci Para Bailar)
- in Austria (Tanz ist unser Leben, in TV)
- in Grecia (Louloudia stin pista)
- in Ungheria (Táncoljunk)
- in Italia (Torna con me)

## Critica
Secondo il Morandini il film è "non è tra i migliori film con Fred Astaire che non riesce a formare una coppia affiatata con Hutton". La causa della mediocrità risiederebbe nella sceneggiatura e nelle musiche, definite "scipite". Secondo Leonard Maltin il film è divertente nonostante sia tra i meno noti di Astaire.

## Promozione
La tagline è: "HEARTS ARE DANCING WITH JOY! (original print ad - all caps)".